# Pimoa breuili
Espèce
Synonymes
- Metella breuili Fage, 1931

Pimoa breuili est une espèce d'araignées aranéomorphes de la famille des Pimoidae.

## Distribution
Cette espèce est endémique des Asturies en Espagne,. Elle se rencontre dans des grottes de la cordillère Cantabrique.

## Description
Le mâle décrit par Hormiga en 1994 mesure 7,1 mm et la femelle 8,5 mm.

## Étymologie
Cette espèce est nommée en l'honneur de l'abbé Henri Breuil.

## Publication originale
- Fage, 1931 : Araneae, 5e série, précédée d'un essai sur l'évolution souterraine et son déterminisme. Biospeologica, LV. Archives de zoologie expérimentale, vol. 71, p. 91-291.